# Ateísmo dentro da diáspora africana

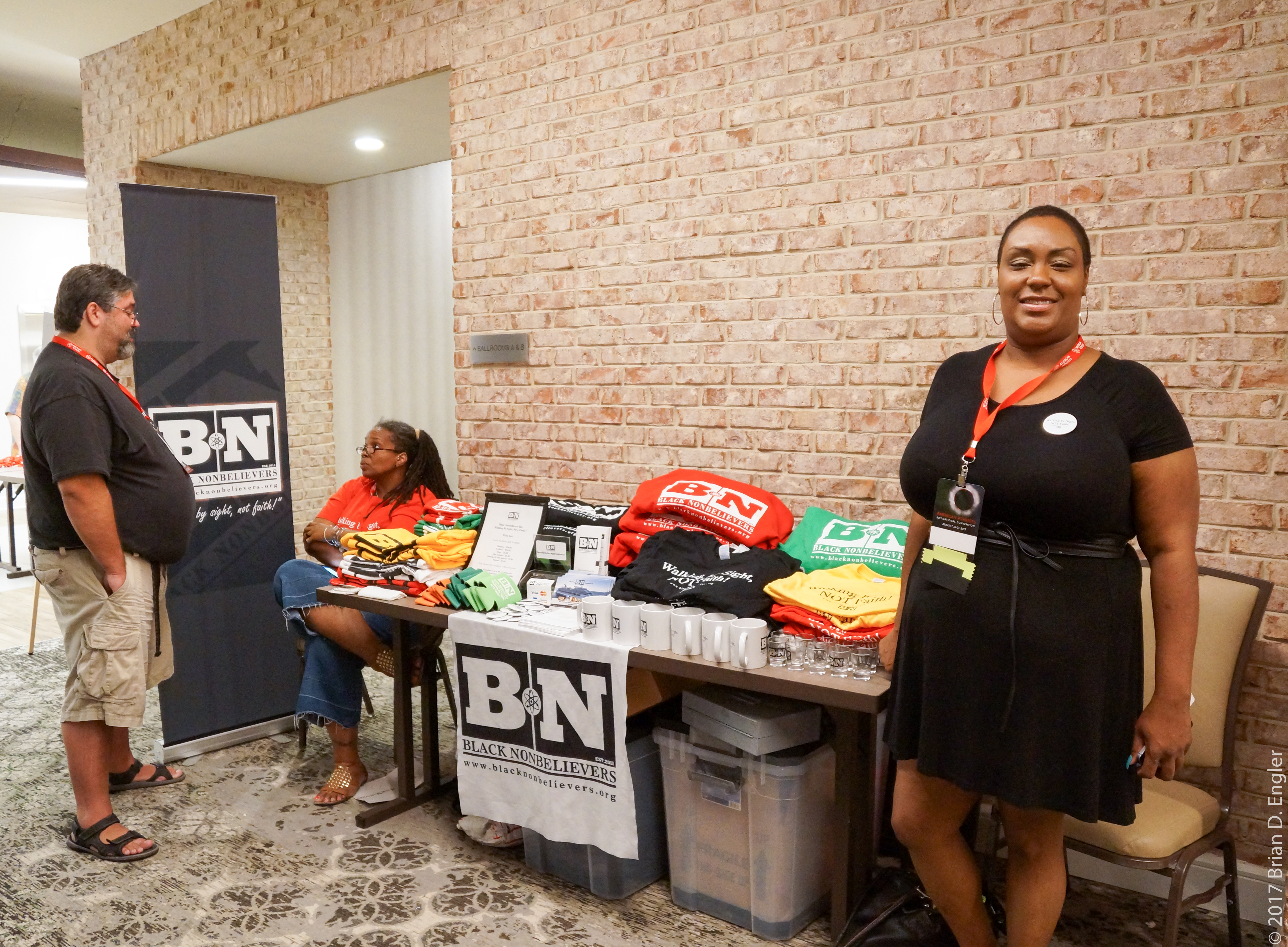
Mesa de descrentes negros na AACon agosto de 2017

O ateísmo dentro da diáspora africana se refere a vivência dos adeptos do ateísmo pelos africanos fora da África. Nos Estados Unidos, os negros são menos propensos do que outros grupos étnicos a não serem religiosamente afiliados, e muito menos se identificarem como ateus. A demografia desse grupo é semelhante no Reino Unido.  Alguns, mas não todos, desses ateus se identificam como humanistas seculares, que são indivíduos que acreditam que a vida tem significado e alegria sem a necessidade do sobrenatural ou da religião e que todos os indivíduos devem viver vidas éticas que possam proporcionar o bem maior da humanidade. Ateus africanos e humanistas seculares existem hoje e na história, embora muitos nem sempre tenham sido sinceros em suas crenças ou falta de crença.
As questões que os ateus africanos negros enfrentam incluem o fato de que eles são "racialmente diferentes" do movimento ateu maior e mais visível e "religiosamente diferentes" da comunidade negra. Os ateus negros costumam ser um grupo minoritário em seus próprios países e locais e, em seguida, são uma minoria ainda menor no grupo ateu, que muitas vezes é uma minoria.
Às vezes, o ateísmo é visto como um clube só de brancos por negros. A religião tornou-se parte da tradição da história e da cultura negra. Mesmo quando há um forte movimento ateu ou humanista secular na diáspora africana, isso tem sido ignorado. Em pesquisas de história, expressões negras de humanismo e secularismo foram ignoradas pelos historiadores.

## Ateísmo negro e religião
Durante o Renascimento do Harlem, vários autores negros proeminentes na América escreveram ou discutiram suas críticas à igreja cristã de várias formas. Anthony Pinn chamou o cristianismo de ferramenta para manter o status quo e, historicamente, para apoiar a escravidão. Michael Lackey vê o ateísmo afro-americano como uma forma de celebrar uma "vitória revolucionária" sobre o que ele percebe como um conceito divino opressivo e violento. Muitos ateus afro-americanos veem esperança em uma visão de mundo secular e consideram “a cultura religiosa uma razão para o luto melancólico”. Opiniões semelhantes foram expressas por ateus negros no Reino Unido, alguns dos quais têm raízes em países como a Nigéria . Esses ateus acreditam que a religião teve um efeito deletério em sua terra natal.
As comunidades afro-americanas tendem a acreditar que a igreja é o centro da moralidade e muitas vezes recorrem à igreja para resolver vários problemas sociais que o governo não parece resolver ou se importar. Como o escritor Cord Jefferson disse: "Por muito tempo, as casas de culto negras funcionaram como salas de guerra para planejar ações de protesto e galvanizar as pessoas cansadas por séculos de violência e legislação racistas". Muitos negros se voltaram para a religião para encontrar as respostas para seu próprio sofrimento. Além do componente histórico da igreja e da vida negra, muitos problemas sociais são resolvidos por igrejas que administram bancos de alimentos locais, oferecem creches ou treinamento profissional. Muitos afro-americanos ateus consideram importante trabalhar com líderes e organizações religiosas para resolver vários problemas de justiça social enfrentados pela comunidade.
Os afro-americanos que se declaram ateus podem enfrentar um custo social "proibitivo". A jornalista Jamila Bey escreveu: "É difícil - se não impossível - divorciar a religião da cultura negra". Esse custo social não é exclusivo dos negros que abandonam o cristianismo, mas também ocorre entre os negros muçulmanos que abandonam a religião. Alguns ateus que deixaram o Islã foram repudiados pela família ou receberam ameaças de morte. Ateus negros no Reino Unido enfrentam problemas semelhantes, onde se assumir como ateu está associado ao medo de ser "ostracizado e demonizado". Por esta razão, a London Black Atheists foi formada no Reino Unido por Clive Aruede e Lola Tinubu. Em uma conferência ateísta que aconteceu ao lado de uma conferência cristã em 2015, uma das participantes negras ateias se viu atacada e acusada por uma mulher cristã negra por ter uma "mentalidade de escravo" e ser "possuída por demônios".
Para combater os sentimentos de isolamento, muitos ateus negros recorrem à internet ou às mídias sociais para fazer parte de grupos ateus online. À medida que os grupos ateus que acolhem indivíduos negros crescem e são mais proeminentes, seu número também cresce, sugerindo que tem havido um "estrato silencioso da população negra da América duvidando silenciosamente".

## Ateísmo e racismo
O movimento ateu geralmente não está interessado nas questões que afetam as pessoas de cor. Sikivu Hutchinson escreveu que há uma "impressionante falta de interesse" sobre os problemas enfrentados pelos negros da comunidade ateísta. Alguns grupos ateus não veem razão para ter organizações separadas para negros e não veem ou entendem os diferentes tipos de questões que os ateus negros enfrentam. Mandisa Thomas escreveu que suas próprias experiências "variaram de sentir-se totalmente bem-vinda a sentir-se totalmente isolada, até mesmo ignorada".
Sikivu Hutchinson criticou a orientação eurocêntrica e muitas vezes "supremacista branca" do movimento ateísta dominante em relação à sua liderança predominantemente branca e sua obsessão com a separação igreja-estado com a exclusão da justiça racial, justiça de gênero e reparação da segregação. Anthony B. Pinn lembra aos leitores do The Humanist que é importante deixar que os negros estabeleçam sua própria "agenda de justiça racial". Segundo ele, ateus negros enfrentam problemas diferentes dos ateus brancos e os ateus negros querem que seus problemas sejam abordados.
Às vezes, o problema é que indivíduos em grupos ateus não entendem o racismo em geral. Como uma mulher negra descreve, ela é frequentemente questionada sobre sua página que é chamada de "Ateus Negros". Ela descreve por que intitular a página não é racista e que ter uma página semelhante de "ateus brancos" não é equivalente porque os brancos não fazem parte de um grupo marginalizado nos Estados Unidos. Goddard também experimentou indivíduos que acreditavam que era racista criar grupos especiais dentro do ateísmo para atrair afro-americanos.

## Mulheres negras e ateísmo
As mulheres negras arriscam seu próprio status social e reputação quando são ateias ativas. Eles são mais propensos a se afastar de suas famílias religiosas, devido a expressar abertamente seu ateísmo. Espera-se que as mulheres, em particular, sejam ativas na igreja e sintam o fardo de se envolver mais fortemente na vida da igreja. Em muitas comunidades e igrejas negras, as mulheres são a força de união que as mantém unidas. Sikivu Hutchinson observa que as mulheres negras devem aderir a paradigmas de "respeitabilidade" moral e social que as tornam mais predispostas a serem religiosas. As mulheres são as pessoas que organizam, organizam, arrecadam fundos e compõem o maior número de participantes. A posição social de uma mulher negra pode estar ligada à igreja, o que explica as limitações do grupo de mulheres ateias.
Pensa-se também que, como as mulheres são os cuidadores de crianças em muitos lares e desempenham um papel importante na transmissão da cultura e na socialização das crianças, espera-se que elas cumpram papel social religioso. Ao se afastar da religião, poderia ser visto como se afastando de seus deveres, de sua cultura e da reprodução religiosa das gerações futuras.
Os movimentos ateus, não religiosos e humanistas continuam a ser dominados por homens brancos na América. Greta Christina acredita que grande parte do movimento ateu ainda é majoritariamente branco porque o próprio movimento tem sido sujeito a preconceitos inconscientes contra a diversidade. As mulheres ateias negras são menos visíveis do que os homens ateus negros.
Apesar dos desafios enfrentados pelas mulheres negras ateias nos Estados Unidos, muitas assumiram cargos de liderança, criando grupos ateus que são amigáveis aos participantes negros. Mandisa Thomas viu um aumento de grupos que são seculares e têm práticas mais inclusivas que acolhem pessoas de cor e mulheres. Hutchinson sustenta que o ativismo feminista negro ateu e humanista desafia tanto a ortodoxia religiosa cristã quanto a ortodoxia ateia/humanista dominada por brancos. A crença e a práxis feministas negras ateístas e humanistas se concentram em mudar as desigualdades institucionais e sistêmicas sexistas, racistas, classistas e heterossexistas que privam as comunidades de cor e as mulheres de cor. Em resposta às preocupações das mulheres negras sobre a "brancura" do ateísmo organizado e do humanismo, cinco mulheres negras ateias (Bridgette Crutchfield, Candace Gorham, Sikivu Hutchinson e Mandisa Thomas) foram destaque na capa da revista Humanist em 2018 pela primeira vez em a história da publicação. Em 2019, a primeira conferência com foco em mulheres de cor seculares, humanistas, agnósticas, ateias e livres-pensadoras foi realizada em Chicago.

## Ateus negros LGBT
Ateus negros que se identificam como LGBT relatam que enfrentaram uma grande quantidade de "ódio" vindo da "própria comunidade negra". Isso pode ser devido ao grande senso de religiosidade ou outros fatores, segundo o The Huffington Post. Alguns criticam a falta de resposta que algumas igrejas negras tiveram com os atuais problemas sociais que as comunidades negras estão enfrentando. Por exemplo, a aceitação gay é tradicionalmente menor nas igrejas negras, pois elas tendem a ser mais conservadoras. Muitas igrejas negras se opõem abertamente à homossexualidade, ou ficam completamente em silêncio sobre o assunto. Alguns acham que as crenças estritas da igreja interferem em questões sociais maiores que afetam as comunidades negras. Muitas igrejas negras têm demorado a reagir às questões de HIV/AIDS que afetam as comunidades negras. E alguns dizem que estigmatizar a homossexualidade e o HIV/AIDS pode estar piorando o problema para as comunidades afetadas. Esses críticos pensam que, uma vez que a igreja negra é parte integrante de muitas comunidades negras, a igreja deve ser uma das líderes em afetar a justiça social e a mudança. Esses e outros fatores podem afastar as pessoas da igreja e da religião.

## Desestigmatização o ateísmo
Enquanto muitos afro-americanos usam a fé na religião para organizar e galvanizar as pessoas, há cada vez mais pessoas vendo a religião como parte do passado. Sikivu Hutchinson acredita que é importante oferecer estruturas de apoio às pessoas que abandonam a religião. Mercedes Diane Griffin acha que a comunidade ateísta deveria ser mais compreensiva e mais "visível nas comunidades de cor". Em 2010, Jamila Bey pediu que os ateus negros se orgulhassem de seu ateísmo ou agnosticismo.
Muitas novas organizações e formas de reconhecer os ateus negros foram criadas. A African Americans for Humanism (AAH), fundada em 1989, cresceu e se tornou uma organização transnacional que reflete as preocupações humanistas negras em todo o mundo. No Reino Unido, o London Black Atheists foi estabelecido para alcançar membros ateus da comunidade negra ao redor de Londres . A Associação Humanista Britânica também estendeu a mão para apoiar os Eventos do Orgulho Negro.
O Dia de Solidariedade para Negros Não-Crentes (DoS) foi iniciado por Donald Wright em 2010. DoS é normalmente comemorado no último domingo de fevereiro. A fim de aumentar a conscientização dos ateus negros, a AAH publicou uma série de anúncios retratando afro-americanos de pensamento livre e ateus contemporâneos, juntamente com o slogan: "Dúvidas sobre religião? Você é um dos muitos." Debbie Goddard disse que os outdoors foram projetados para ajudar as pessoas a ver que havia uma tradição de ateísmo e pensamento livre na comunidade negra. Em 2013, os Black Skeptics Los Angeles criaram uma bolsa de estudos universitária chamada "First in the Family", que ajuda crianças que cresceram em situações difíceis a pagar a faculdade.

## Organizações ateus negras
- Afro-americanos pelo Humanismo
- Ateus negros da América[49]
- Pensadores Livres Negros[49]
- Black Nonbelievers, Inc.[9]
- Céticos Negros Los Angeles[29]
- Ateus negros de Londres[47]

## Ligaçõesexternas
- Black Nonbelievers, Inc.
- Céticos Negros Los Angeles
- Comunidade de ateus negros online
- Entrevista Black Atheist no HuffPostLive (vídeo)
- Ateu Negro: Quem criou Deus? (vídeo)
- Negro e ateu? Você não está sozinho (vídeo)